# 羽栗吉麻呂
羽栗 吉麻呂（はぐり の よしまろ）は、奈良時代の人物。姓はなし。

## 経歴
羽栗氏（葉栗氏）は春日氏の一族で、氏の名は山城国久世郡羽栗郷（現在の京都府久世郡久御山町佐山付近）の地名に因む。
養老元年（717年）の第9次遣唐使で留学生・阿倍仲麻呂の傔人（従者）として渡唐する。翌養老2年（718年）遣唐使節の帰国に同行せず、仲麻呂と共に唐に留まる。その後、唐人女性と結婚し、唐で翼・翔の二子を儲ける。天平5年（733年）多治比広成が率いる第10次遣唐使が来唐し、阿倍仲麻呂はそのまま唐に留まったが、吉麻呂は息子らと共に帰国の途につき、天平6年（734年）無事帰国を果たした。
天平8年（736年）に新羅に渡った第20次遣新羅使の使節が詠んだ和歌の中に『羽栗』作のものがあり、これが吉麻呂によるものであるとする説がある。これが事実ならば、羽栗吉麻呂はこの遣新羅使にも加わっていたことになる。